# Villamarco de las Matas
Villamarco de las Martas ou Villamarco (ou parfois par erreur Villarmarco) est une localité du municipio (municipalité ou canton) de Santas Martas dans la province de León, communauté autonome de Castille-et-León, dans le Nord de l'Espagne.
Cette localité est une halte sur le Camino francés du Pèlerinage de Saint-Jacques-de-Compostelle, sur une variante sud par le Camino Real.

## Culture et patrimoine

### Pèlerinage de Compostelle
Sur le Camino francés du Pèlerinage de Saint-Jacques-de-Compostelle, on vient de El Burgo Ranero sur le Camino Real ou de Calzadilla de los Hermanillos depuis la Calzada Romana.
La prochaine halte est Reliegos, commune aux deux variantes.

## Sources et références
- Grégoire, J.-Y. & Laborde-Balen, L. , « Le Chemin de Saint-Jacques en Espagne - De Saint-Jean-Pied-de-Port à Compostelle - Guide pratique du pèlerin », Rando Éditions, mars 2006,  (ISBN 2-84182-224-9)
- « Camino de Santiago St-Jean-Pied-de-Port - Santiago de Compostela », Michelin et Cie, Manufacture Française des Pneumatiques Michelin, Paris, 2009,  (ISBN 978-2-06-714805-5)
- « Le Chemin de Saint-Jacques Carte Routière », Junta de Castilla y León, Editorial